# Filthy Notes for Frozen Hearts
Filthy Notes for Frozen Hearts es el séptimo álbum de la banda Lacrimas Profundere, hecho con un estilo más gótico y es el último álbum del vocalista Christopher Schmid, el bajista Daniel Lechner y el tecladista Christian Steiner antes de su retirada y la reestructuración de la banda. En esta ocasión se observa a Christopher con un enfoque aún más profundo en su voz, bajando su laringe para adquirir un tono de Bajo-Barítono artificial, imitando casi a la voz de Peter Steele (de Type o Negative). También se puede apreciar que la banda bajó la afinación de su música para hacerla sonar más pesada.

## Lista de canciones
1. My Velvet Little Darkness – 3:29
2. Again It's Over – 3:18
3. Not To Say – 3:11
4. No Dear Hearts – 3:14
5. Short Glance – 3:45
6. Filthy Notes – 3:18
7. Sweet Caroline – 3:00
8. An Irresistible Fault – 3:31
9. To Love Her on Knees – 2:56
10. Sad Theme for a Marriage – 3:33
11. Should – 3:36
12. My Mescaline – 6:13
13. Shiver – 4:18 (Digipack Bonus Track)

## Repartición
- Oliver Nikolas Schmid - Guitarra líder
- Christopher Schmid - Voz
- Christian Steiner - Teclado
- Daniel Lechner - Bajo
- Korl Fuhrmann - Batería
- Tony Berger - Guitarra rítmica

- Datos: Q630071